# ZDAR
ZDAR, a.s. je dopravní společnost (IČ: 46965815) se sídlem ve Žďáru nad Sázavou. Firma vznikla v roce 1992 a navazovala na tehdejší státní podnik ČSAD Žďár nad Sázavou. Podnik poskytuje služby v oblasti nákladní i autobusové dopravy a provozuje též cestovní kancelář a autoškolu. Ve veřejné autobusové dopravě je největším dopravcem v okresu Žďár nad Sázavou. Provozuje též městskou hromadnou dopravu (například ve Žďáru nad Sázavou nebo v Novém Městě na Moravě).